# Meike Griffioen
Meike Griffioen is een personage uit de soap Goede tijden, slechte tijden. Ze kwam in de serie voor van 15 maart 2000 tot en met 28 februari 2002. De rol werd gespeeld door Robine van der Meer.
In 2008 maakte Van der Meer bekend dat zij wel graag terug wilde keren in de soap.

## Verhaallijnen
Meike en Jan Griffioen worden door Jef Alberts en Barbara Fischer, die het zelf niet lukt om een kind te krijgen, als draagouders uitgekozen. Wat Jef en Barbara niet weten is dat Meike het vooral van haar man moet. Uiteindelijk raakt Meike zwanger. Wanneer ze drie maanden in verwachting is, maken Jef en Barbara het afgesproken geldbedrag over. Dan verlaat Jan zijn vrouw en neemt alles mee. En Meike wou het kind weg laten halen maar uiteindelijk niet gedaan. Opmerkelijk is dat Meike ook na het vertrek van Jan gewoon de achternaam Griffioen blijft gebruiken.
Jef en Barbara besluiten Meike tijdelijk onderdak te bieden in hun eigen huis. Meike ontmoet hier Jefs broer Robert. Meike en Robert krijgen een relatie en Robert wordt Meikes belangrijkste steun en toeverlaat tijdens haar zwangerschap. De baby wordt uiteindelijk veel te vroeg geboren. Hij krijgt de naam Jonas, maar is niet volgroeid en een leven is hem niet gegund. Meike wil niets van Jonas weten, als draagmoeder moet ze immers zoveel mogelijk afstand van hem houden. Door haar relatie met Robert blijft ze echter ongewild nauw betrokken bij de familie Alberts. Wat Meike niet weet, is dat Jonas door Janine Elschot opzettelijk is verwisseld met een andere baby, Lucas Sanders. Janine is vreemdgegaan met Stefano Sanders en wil niet dat haar man Ludo Sanders ontdekt dat hij niet de vader van Lucas is.
Ondertussen lopen er rechtszaken tussen Jef en Barbara tegen Meike. Meike ontvoert de baby van wie ze denkt dat het haar eigen kind is (Lucas), maar nog voordat de rechter uitspraak kan doen keert Janine weer terug in Meerdijk om Lucas alsnog op te eisen. Zo komt Meike erachter dat haar echte biologische kind, Jonas, is overleden. Ze rouwt en heeft tegelijk ook te doen met Ludo. Meike en Ludo krijgen een relatie en beiden verlaten hun eigen partners voor elkaar. Meike raakt tevens zwanger van Ludo, maar ze krijgt een miskraam. Ze verzwijgt dit, maar als Ludo er toch achter komt verbreekt hij zijn relatie met Meike en gaat weer terug naar Janine, iets wat Meike al vreesde.
Meike besluit wraak te nemen op Janine en begint haar te stalken. Daarnaast luistert ze Ludo en Janine meerdere keren af. Ze besluit op beiden wraak te nemen door Nina Sanders, de dochter van Ludo en Janine, te ontvoeren. Ze zorgt dat ze steeds een alibi heeft waardoor de politie haar niet kan oppakken. Wanneer Janine alleen thuis is, bedreigt Meike haar met een mes en dreigt ze ook Nina en Lucas iets aan te doen. Marcus Sanders weet uiteindelijk Meike te overmeesteren en zo belandt ze in de gevangenis. De politie laat Meike echter weer vrij en ze besluit eens en voor altijd af te rekenen met Janine. Ludo en Janine zijn intussen samen op Curaçao om alles even van zich af te zetten. Ze hebben een boot gehuurd. Als Ludo even weg is, blijkt ook Meike ineens aan boord te zijn. Ze laat de boot varen, terwijl Janine ligt te slapen. Als Janine even later wakker wordt en op het dek gaat kijken, treft ze hier Meike aan. Er ontstaat een hevig gevecht tussen Janine en Meike. Janine weet Meike uiteindelijk van de boot af te trappen. Meike wordt door de snelle stroming in de schroef van de boot gezogen en is op slag dood.